# Formiguer cua-rogenc septentrional
El formiguer cua-rogenc septentrional (Sciaphylax castanea) és una espècie d'ocell de la família dels tamnofílids (Thamnophilidae).

## Hàbitat i distribució
Habita el sotabosc de la selva pluvial de les terres baixes fins als 500 m, des del sud-est de Colòmbia, cap al sud, a través de l'est de l'Equador fins al nord-est del Perú.